# 1. Infanterie-Division (Wehrmacht)
Die 1. Infanterie-Division (kurz: 1. ID) der Wehrmacht war einer der ersten deutschen, militärischen Großverbände des nationalsozialistischen Deutschland nach Inkrafttreten des Wehrgesetzes von 1935. Sie war der direkte Nachfolger der am 1. Januar 1921 gebildeten 1. Division der Reichswehr.

## Divisionsgeschichte

### Aufstellung
Die 1. Infanterie-Division wurde am 1. Oktober 1934 unter der Tarnbezeichnung Artillerieführer I in Königsberg/Ostpreußen aufgestellt. Dieser Tarnbezeichnung entstand bei der Erweiterung der Reichswehr und zur Verschleierung, dass es sich um eine Division handelte. Sie trug diese Bezeichnung bis zum 15. Oktober 1935. Die Infanterie-Regimenter bildeten sich aus dem 1. (Preußischen) Infanterie-Regiment der 1. Division der Reichswehr.
Am 3. Februar 1936 wurde der Stab nach Insterburg verlegt.
Die 1. Infanterie-Division wurde am 17. August 1939 als Teil der 1. Aufstellungswelle mobilisiert.

### 1939
Während des Überfall auf Polen wurde die 1. Infanterie-Division im Rahmen der 3. Armee bei der Heeresgruppe Nord eingesetzt. Dabei überschritt die Division am 1. September 1939 von Ostpreußen aus, südlich von Neidenburg die polnische Grenze. Hauptangriffsziel war hier Ostrołęka. Anschließend stieß sie über Posen und Siedlce nach Dęblin vor. Nördlich von Dęblin schwenkte sie nach Westen und drang von Norden her nach Warschau vor.
Mit dem Ende des Feldzuges im November 1939 wurde die 1. Infanterie-Division zur 6. Armee an den Niederrhein verlegt.

### 1940
Mit dem Beginn des Westfeldzuges, beteiligte sie Aufklärungs-Abteilung 1 am Feldzug. Die 1. Infanterie-Division selbst war als Armeereserve vorgesehen und verblieb im Raum Aachen. auf Befehl hin marschierte die Division durch Belgien. Über St. Trond rückte sie in den Raum südostwärts von Lille vor und stand beim Abschluss der 1. Phase ohne Kampfhandlungen im Raum Aire.
Als die 2. Phase begann, wurde die Division der 4. Armee zugeteilt. Dabei setzte sie über die Somme zu Seine und eroberten Saumur. Die Loire überquerte die Division bei Chinon. Mit dem Ende des Feldzuges in Frankreich wurde die Division an den Pyrenäen zur Küstensicherung am Atlantik eingesetzt. Im September 1940 verlegte die Division wieder nach Ostpreußen und stellte ein Drittel der Kampfstärke zur Aufstellung der 121. Infanterie-Division ab.

### 1941
Ab dem 22. Juni 1941 wurde die 1. Infanterie-Division der Heeresgruppe Nord unterstellt und beim Unternehmen Barbarossa eingesetzt. Die Division wurde beim Angriff auf Schaulen eingesetzt und rückte über Dünaburg nach Pleskau vor. Bis August 1941 kämpfte sie bei Staraja Russa, an der Ischora bei Leningrad und der Bunkerlinie von Ropscha.
Aufgrund einer sowjetischen Gegenoffensive folgten Abwehrkämpfe im Luga-Brückenkopf und anschließend die Eroberung von Kingissepp. Danach marschierte die Division nach Leningrad vor, wobei ihr die Eroberung von Peterhof gelang. Im November 1941 wurde die Division in den Raum zwischen der Newa und der Wolchow verlegt. Dort kam es zu schweren Stellungs- und Abwehrkämpfen.

### 1942
Im Mai 1942 verlegte die Division weiter an die Wolchow-Front. Während des gesamten restlichen Jahres 1942 wurde sie dort eingesetzt und vergrub sich in Stellungen. Ende 1942 wurde die Division im Eilmarsch an die Ladoga-Front verlegt.

### 1943
Während des gesamten Jahres 1943 stand die 1. Infanterie-Division südlich des Ladogasees in schweren Abwehrkämpfen. Im Winter 1943/44 wurde sie zur Heeresgruppe Süd in der Ukraine abgegeben und in den Raum Winniza verlegt.

### 1944
Bei Winniza nahm die Division an den schweren Abwehrkämpfen südlich der Stadt teil. Bis März 1944 kämpfte sie nordwestlich von Mohyliw-Podilskyj und wurde anschließend im Hube-Kessel bei Kamenez-Podolski mit der 1. Panzerarmee eingeschlossen und erlitt schwere Verluste. Nach Ausbruch aus dem Kessel zog sich die Division über Stanislau und Brody bis in das Gebiet südlich von Lemberg zurück. Im August 1944 verlegte die Division nach Ostpreußen in den Raum Schloßberg nördlich von Gumbinnen. Dort kam es erneut zu schweren Abwehrkämpfen.
Nach einer Auffrischung im Sommer 1944 kam die 1. Infanterie-Division bei der 3. Panzerarmee an der Nahtstelle zwischen der Heeresgruppe Mitte und Heeresgruppe Nord zum Einsatz. Nachdem die Division Mitte Oktober 1944 nördlich Schirwindt über die Grenze auf Schloßberg zurückgedrängt worden war, verteidigte sie dort bis Mitte Januar 1945.

### 1945
Nach schweren Verlusten bei der anschließenden Verteidigung von Königsberg, der Samland-Halbinsel und Fischhausen-Pillau, wurden die Überlebenden der Division im Mai 1945 von Hela nach Dänemark evakuiert.

### Kapitulation
Bei Kriegsende gerieten Reste der 1. Infanterie-Division in Schleswig-Holstein in britische Kriegsgefangenschaft.

## Gliederung
| 1939                     | 1940                    | 1941                    | 1942                              | 1943                              | 1944                    | 1945                    |
| ------------------------ | ----------------------- | ----------------------- | --------------------------------- | --------------------------------- | ----------------------- | ----------------------- |
| Infanterie-Regiment 1    | Infanterie-Regiment 1   | Infanterie-Regiment 1   | Grenadier-Regiment 1              | Grenadier-Regiment 1              | Grenadier-Regiment 1    | Grenadier-Regiment 1    |
| Infanterie-Regiment 22   | Infanterie-Regiment 22  | Infanterie-Regiment 22  | Füsilier-Regiment 22              | Füsilier-Regiment 22              | Füsilier-Regiment 22    | Füsilier-Regiment 22    |
| Infanterie-Regiment 43   | Infanterie-Regiment 43  | Infanterie-Regiment 43  | Grenadier-Regiment 43             | Grenadier-Regiment 43             | Grenadier-Regiment 43   | Grenadier-Regiment 43   |
| Artillerie-Regiment 1    |                         |                         |                                   |                                   |                         |                         |
| Pionier-Bataillon 1      |                         |                         |                                   |                                   |                         |                         |
| Panzerabwehr-Abteilung 1 | Panzerjäger-Abteilung 1 | Panzerjäger-Abteilung 1 | Panzerjäger-Abteilung 1           | Panzerjäger-Abteilung 1           | Panzerjäger-Abteilung 1 | Panzerjäger-Abteilung 1 |
| Aufklärungs-Abteilung 1  | Aufklärungs-Abteilung 1 | Aufklärungs-Abteilung 1 | Radfahr-Abteilung 1               | Aufklärungs-Abteilung 1           | Füsilier-Bataillon 1    | Füsilier-Bataillon 1    |
| Beobachtungs-Abteilung 1 | –                       | –                       | –                                 | –                                 | –                       | –                       |
| Feldersatz-Bataillon 1   | –                       | Feldersatz-Bataillon 1  | –                                 | Feldersatz-Bataillon 1            | Feldersatz-Bataillon 1  | Feldersatz-Bataillon 1  |
| Nachrichten-Abteilung 1  |                         |                         |                                   |                                   |                         |                         |
| Nachschubführer 1        | Nachschubführer 1       | Nachschubführer 1       | Kommandeur der Nachschubtruppen 1 | Kommandeur der Nachschubtruppen 1 | Versorgungs-Regiment 1  | Versorgungs-Regiment 1  |

## Personen
| Dienstzeit                            | Dienstgrad      | Name                           |
| ------------------------------------- | --------------- | ------------------------------ |
| 1. Oktober 1934 bis 1. April 1935     | Generalmajor    | Georg von Küchler              |
| 1. April 1935 bis 4. Februar 1938     | Generalleutnant | Walter Schroth                 |
| 4. Februar 1938 bis 14. April 1940    | Generalleutnant | Joachim von Kortzfleisch       |
| 15. April 1940 bis 12. Juli 1941      | Generalleutnant | Philipp Kleffel                |
| 12. Juli bis 4. September 1941        | Generalmajor    | Friedrich Altrichter m.st.F.b. |
| 4. September 1941 bis 16. Januar 1942 | Generalleutnant | Philipp Kleffel                |
| 16. Januar 1942 bis 30. Juni 1943     | Generalleutnant | Martin Grase                   |
| 1. Juli 1943 bis 10. Mai 1944         | Generalleutnant | Ernst-Anton von Krosigk        |
| 10. Mai bis 8. Juni 1944              | Generalmajor    | Hans-Joachim Baurmeister       |
| 8. Juni bis 1. Oktober 1944           | Generalleutnant | Ernst-Anton von Krosigk        |
| 1. Oktober 1944 bis 27. Februar 1945  | Generalleutnant | Hans Schittnig                 |
| 27. Februar bis 16. (26.) April 1945  | Generalleutnant | Henning von Thadden            |
| 16. (26.) April bis Kriegsende        | Oberst          | Egon Overbeck                  |

| Dienstzeit                              | Dienstgrad     | Name              |
| --------------------------------------- | -------------- | ----------------- |
| 1939 bis 1940                           | Oberstleutnant | Johannes Steffler |
| 1. August 1940 bis 15. November 1942    | Major          | Peter Pantenius   |
| 10. Dezember 1942 bis 10. Dezember 1943 | Oberstleutnant | Werner Richter    |
| 10. Dezember 1943 bis 10. April 1945    | Oberstleutnant | Hilmar Frank      |
| 10. bis 20. April 1945                  | Major          | Egon Overbeck     |

## Auszeichnungen
Insgesamt wurde 46 Angehörigen der Division das Ritterkreuz des Eisernen Kreuzes sowie 150 das Deutsche Kreuz in Gold verliehen.

## Bekannte Divisionsangehörige
- Kurt Hähling (1897–1983), war von 1953 bis 1963 für die NDPD Abgeordneter des Bezirkstages Dresden und stellvertretender Vorsitzender seiner Partei
- Walther Hubatsch (1915–1984), war ein Historiker
- Wilhelm Prinz von Preußen (1906–1940), war der älteste Sohn des deutschen und preußischen Kronprinzen Friedrich Wilhelm und der Kronprinzessin Cecilie von Mecklenburg-Schwerin
- Ludwig Stubbendorff (1906–1941), war ein Olympiasieger im Reitsport
- Theodor Tolsdorff (1909–1978), diente als Offizier in der 1. ID. Ihm wurde 1945 als Generalleutnant das Ritterkreuz mit Eichenlaub, Schwertern und Brillanten verliehen
- Karl Wohlgemuth (1917–1983), war von 1976 bis 1982 als General des österreichischen Bundesheeres Kommandant des II. Korps in Salzburg